# Elecciones generales de Tanzania de 2020
Las elecciones generales de Tanzania de 2020 se celebraron el 28 de octubre de ese año para elegir al Presidente y la Asamblea Nacional. Los comicios resultaron en una victoria del presidente incumbente John Magufuli, si bien se vieron empañados por denuncias de fraude electoral.

## Sistema electoral
El Presidente es elegido por mayoría simple; se elige al candidato que reciba el primer lugar en votos. El artículo 39 (1) de la Constitución de 1977 requiere que los candidatos sean ciudadanos tanzanos por nacimiento de al menos de 40 años de edad, que sean nominados por un partido político del que sean miembros, estén calificados para ser diputados o miembros de la Cámara de Representantes de Zanzíbar, y no tener condenas relacionadas con evasión fiscal.

## Candidatos
El gobernante Partido de la Revolución (CCM) presentó al Presidente en ejercicio John Magufuli como candidato a la reelección, luego de unas elecciones primarias realizadas en julio de 2020 en las que fue candidato único.
El principal partido de oposición, el Partido de la Democracia y el Desarrollo (CHADEMA), celebró su conferencia del consejo general en Dar es-Salam el 3 de agosto de 2020. El exdiputado Tundu Lissu fue elegido candidato presidencial del CHADEMA con un 405 votos de 442 emitidos.
El partido Alianza para el Cambio y la Transparencia-Wazalendo celebró sus elecciones de comité central el 5 de agosto de 2020. Los 420 miembros del comité central del partido nominaron al exministro de Relaciones Exteriores Bernard Membe con un 97,61% de los votos como candidato presidencial. Membe había sido expulsado del CCM a principios de año mientras mostraba interés en una candidatura, y se trasladó a la ACT para poder postularse a presidente.
La Comisión Electoral anunció que la campaña se desarrollaría del 26 de agosto al 27 de octubre.

## Resultados

### Presidente
|  | 84.40 % |

|  | 13.04 % |

|  | 0.55 % |

|  | 0.54 % |

|  | 0.49 % |

|  | 0.22 % |

|  | 0.22 % |

|  | 0.13 % |

|  | 0.10 % |

|  | 0.10 % |

|  | 0.06 % |

|  | 0.05 % |

|  | 0.04 % |

|  | 0.03 % |

|  | 0.03 % |

|  | 100 % |

|  | 50.72 % |

## Consecuencias
El 24 de octubre de 2020, la oposición afirmó que el gobierno estaba interfiriendo en las elecciones al dificultar la acreditación de miles de observadores electorales de la oposición, cuyo trabajo es garantizar que las elecciones sean justas. La oposición también ha afirmado que la Comisión Electoral Nacional (Comisión Nacional Electoral (Tanzania)), cuyos miembros son nombrados por el presidente, ha prohibido al retador Lissu hacer campaña mientras deja que el titular Magufuli haga campaña. Desde el 27 de octubre, la Autoridad Reguladora de las Comunicaciones de Tanzania (TCRA) bloqueó varios sitios web de redes sociales populares para restringir la comunicación en medio de la violencia en las islas de Zanzíbar, donde la policía y otras fuerzas de seguridad han matado a tiros a decenas y decenas han resultado heridas.
Según Al Jazeera, "la elección se vio empañada por acusaciones de arrestos de candidatos y manifestantes, restricciones a los agentes de los partidos políticos para acceder a los colegios electorales, votación múltiple, pre-tapping de boletas y bloqueo generalizado de las redes sociales".  Un grupo de vigilancia de las elecciones locales observó un fuerte despliegue de militares y policías cuya conducta creó un "clima de miedo".

## Reacciones internacionales
El Panel de Vigilancia Electoral de Tanzania, el Departamento de Estado de los Estados Unidos, la Mancomunidad de Naciones, y la Unión Europea fueron muy críticos con las elecciones.
El 10 de noviembre de 2020, ACNUDH publicó una declaración sobre el proceso electoral y sus consecuencias. El gobierno de Tanzania respondió de inmediato.